# Lioscinella nigrirostra
Lioscinella nigrirostra är en tvåvingeart som först beskrevs av Adams 1904.  Lioscinella nigrirostra ingår i släktet Lioscinella och familjen fritflugor. Inga underarter finns listade i Catalogue of Life.